# ت ع م-12:00

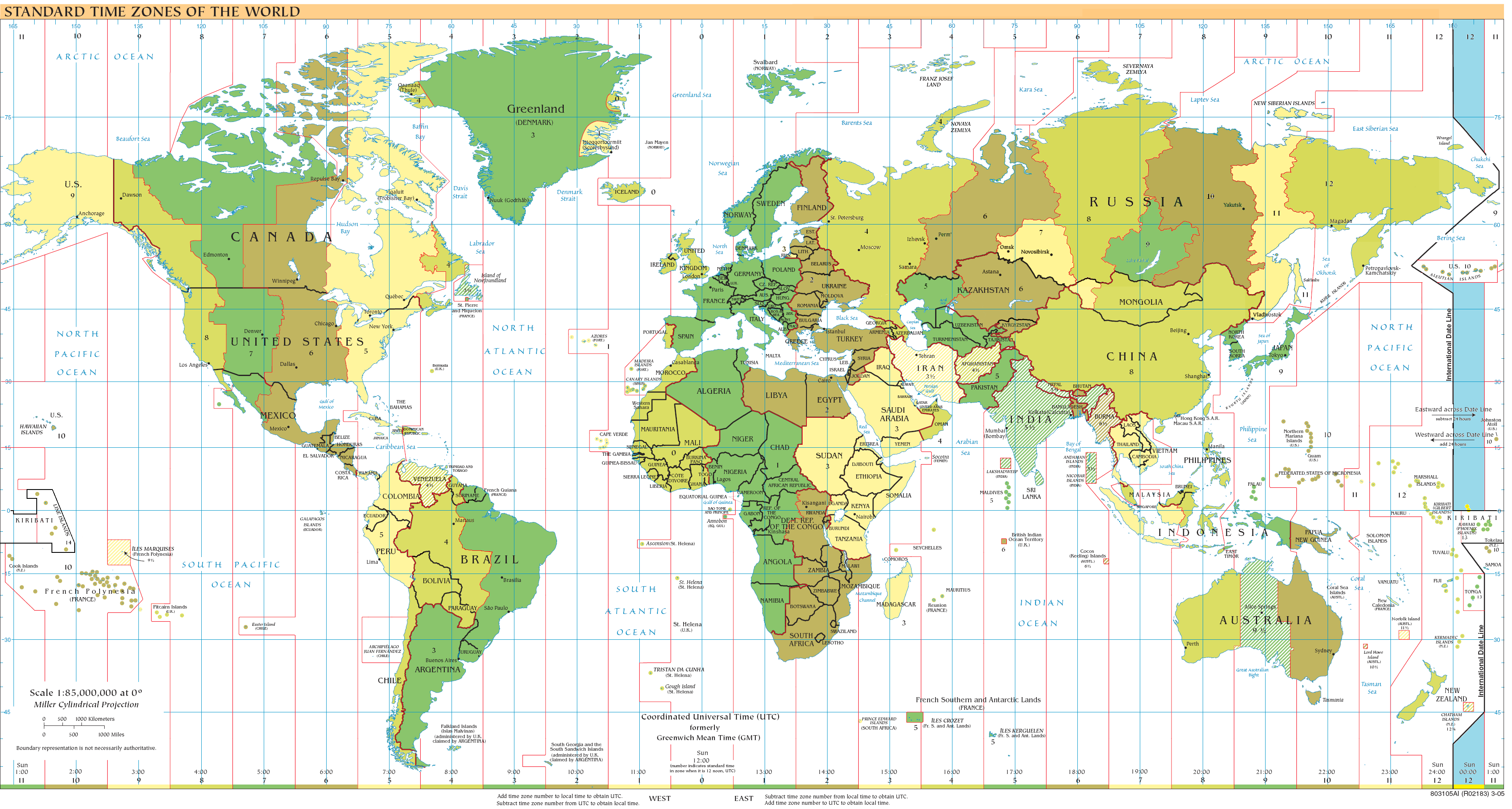

التوقيت العالمي المنسق -12:00 أو ت ع م-12:00 {بالإنجليزية:UTC-12:00} هو مقابلة الوقت المحلي للتوقيت العالمي المنسق، حيث ينقص فيه الوقت المحلي عن التوقيت العالمي بقدار 12 ساعة (-12).